# Adana
Adana es la capital de la provincia de Adana, en Turquía. La ciudad administra los distritos de Çukurova, Sarıçam, Seyhan y Yüreğir con una población total de 2.183.000 (2015) y una superficie de 1945 km². Es la quinta ciudad más poblada de Turquía (después de Estambul, Ankara la capital, Esmirna y Bursa).
Sus industrias incluyen: cementera, textil y de curtidos. Esta es posiblemente el área más productiva de esta área. Tiene puerto en el río Seyhan.

## Geografía
Una de las mayores y más dinámicas ciudades de Turquía, Adana se encuentra a 30 km de la costa, en el límite con la llanura de Cilicia, conocida ahora como llanura de Çukurova, gran extensión de tierra fértil al sureste de los montes Tauro. Se trata de una de las zonas más productivas de la zona.
Desde Adana y cruzando la llanura de Çukurova al oeste, la carretera desde Tarso se adentra en las estribaciones de los montes Tauro. La temperatura disminuye rápidamente según se asciende, hasta alcanzar cerca de 4.000 metros de altura. Pasa por las famosas Puertas Cilicias, paso rocoso que han recorrido ejércitos desde el inicio de la historia, y continúa por la llanura de Anatolia.
El norte de la ciudad está rodeado por el embalse de Seyhan y una central hidroeléctrica que data de 1956. La presa se construyó para producir energía eléctrica y proporcionar agua de riego a la parte baja de la llanura de Çukurova, zona agrícola situada al sur de la ciudad. Existen dos cannañes de riego que cruzan el centro de la ciudad de este a oeste. Además, existe otro canal utilizado para regar la llanura de Yüreğir, al sureste de la ciudad.

## Etimología

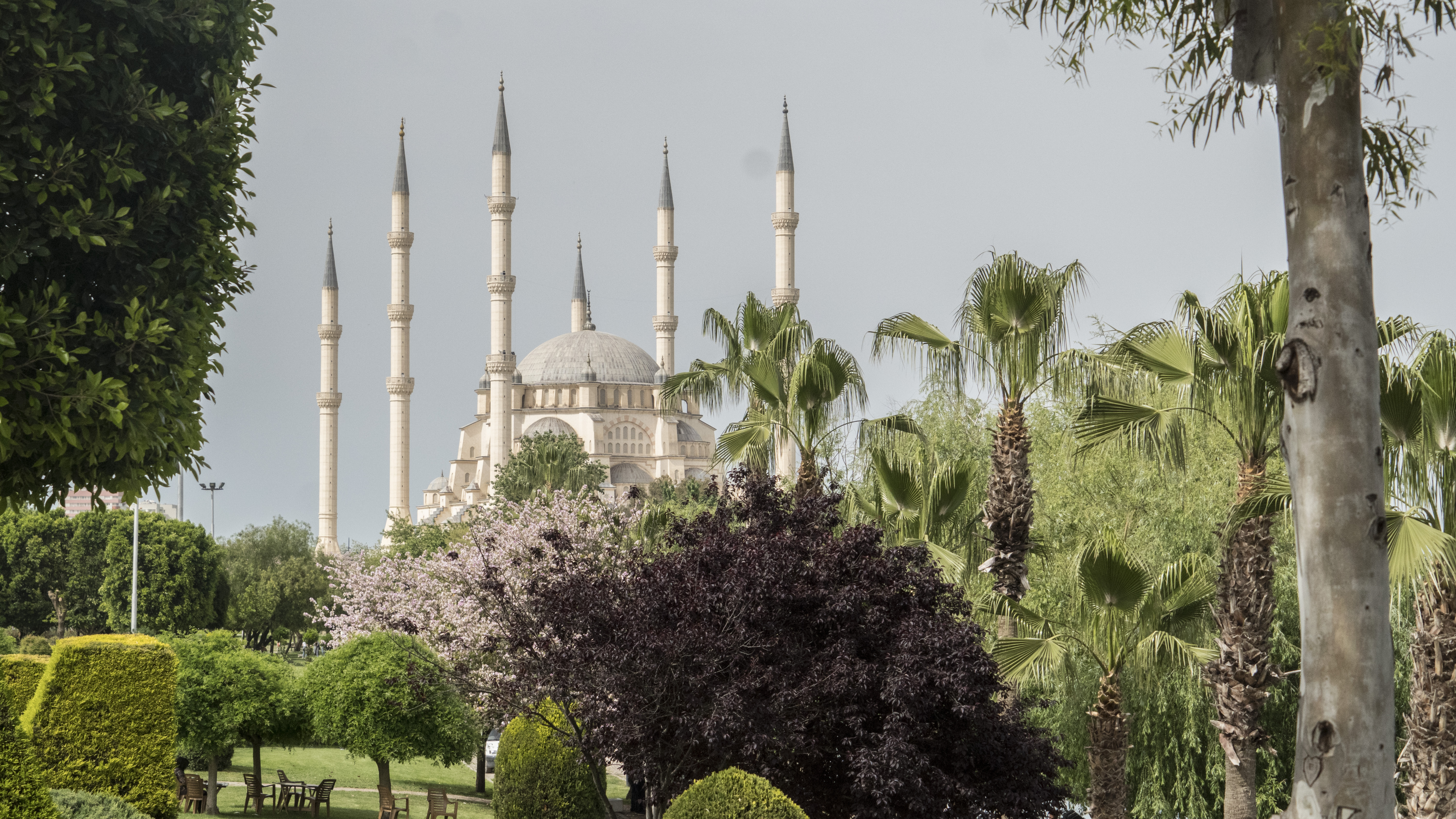
Vista exterior de la mezquita central de Sabanci, finalizada recientemente (1998)

El nombre tiene su origen en el nombre hitita Adaniya de Kizzuwatna. En la Ilíada de Homero, la ciudad aparece como Adana. En la época helenística, se conocía como Antiochia in Cilicia (en griego: Αντιόχεια της Κιλικίας) o Antiochia ad Sarum (en griego: Αντιόχεια η προς Σάρον, Antioquía del Sarus). Los editores del atlas The Helsinki Atlas identifican Adana como Quwê (tal y como aparece en las tablas cuneiformes), capital neoasiria de la provincia de Quwê. El nombre también aparece como Coa, y podría ser el lugar al que se refiere en la Biblia donde el rey Salomón consiguió los caballos. (I Reyes 10:28; II Crón. 1:16).
Se cree que el nombre de la ciudad proviene de una leyenda en la que Adanus y Sarus, dos hijos de Urano, llegaron a una zona cercana al río Seyhan y levantaron la ciudad de Adana.
Por otro lado, también se cree que Adad (Tesup), dios hitita de los truenos que vivía en el bosque, dio el nombre a la región. Han aparecido numerosas ideas, nombres y escrituras hititas en la zona, por lo que esta posibilidad cuenta con numerosos apoyos. Esta teoría afirma que, debido a que el dios de los truenos fue la causa de las copiosas lluvias y éstas tuvieron como resultado una gran riqueza en las cosechas de la región, los habitantes lo adoraban y respetaban. En su honor, la región recibió el nombre de Uru Adaniyya, "la región de Ada".
El nombre de Adana ha variado mucho con el paso de los siglos: Adanos, Ta Adana, Uru Adaniya, Erdene, Edene, Ezene, Batana, Atana, Azana, Addane.

## Historia
La historia de Adana está estrechamente ligada a la historia de Tarso. La población de ambas ciudad se ha desplazado junto con el río Seyhan. Adana no tuvo especial relevancia en la antigüedad, mientras que Tarso fue la metrópoli de la zona. Por otro lado, las ciudades de Ayaş (hoy, Yumurtalık) y Kozan (antiguamente, Sis) fueron importantes centros poblacionales y administrativos, especialmente durante la época del reino armenio de Cilicia.

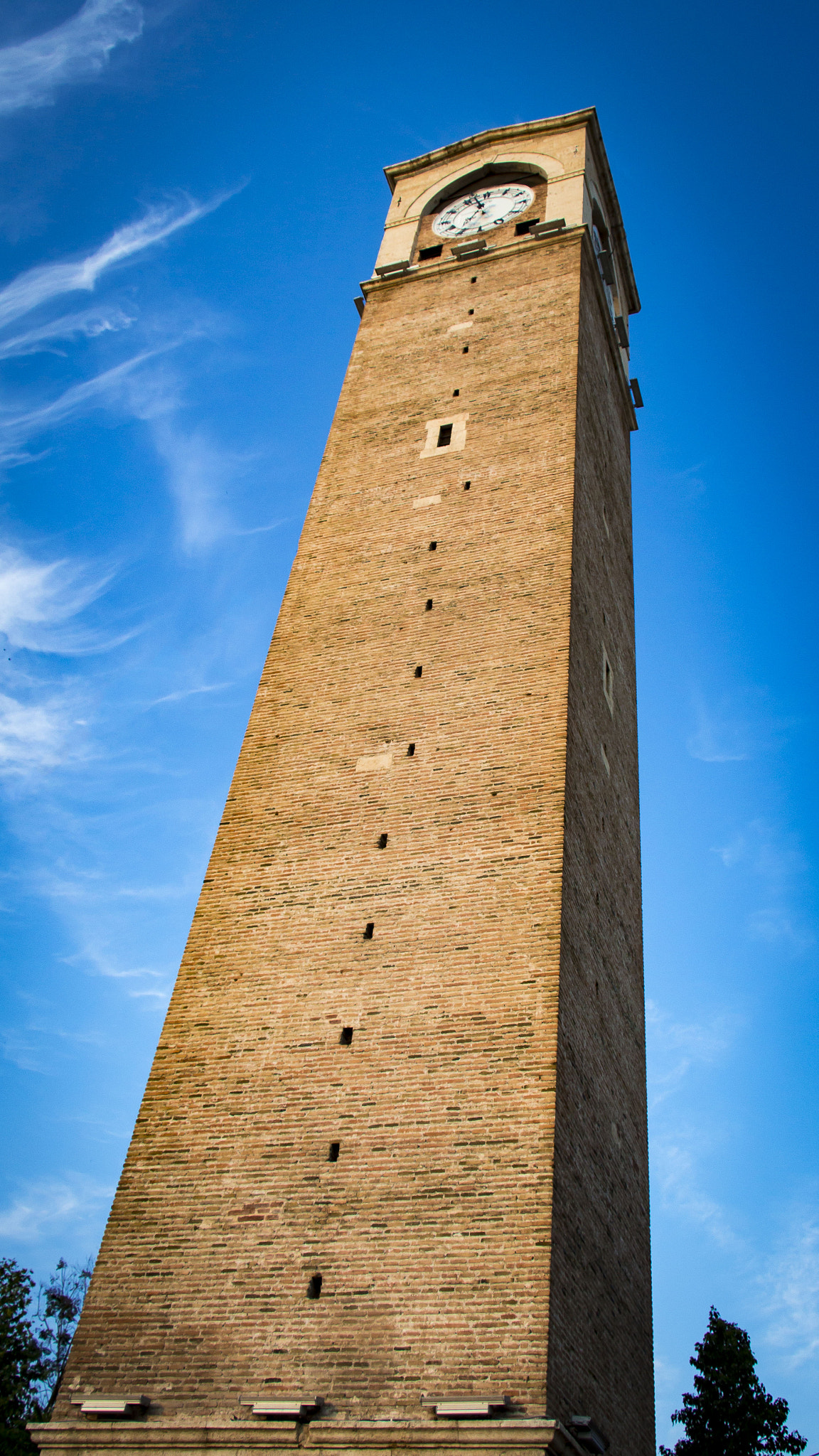
Torre del Reloj

La historia de Adana se remonta más de 3000 años, con el descubrimiento en la región de restos de ocupaciones humanas del Paleolítico.
El túmulo de Tepebağ, donde los arqueólogos han encontrado una muralla de piedra y el centro de una ciudad, se construyó en el Neolítico. Se considera la ciudad más antigua de la región de Cilicia.
En la Epopeya de Gilgamesh, de origen sumerio, se cita el nombre de "Adana", aunque la geografía de la obra no es lo suficientemente precisa como para identificar su ubicación.
Según la inscripción hitita de Kava, encontrada en Hattusa (Boğazkale), Kizzuwadna fue el primer reino que gobernó Adana, bajo la protección de los hititas hacia el año 1335 a. C. En aquella época, el nombre de la ciudad era Uru Adaniyya y los habitantes recibían el nombre de danuna.
Con la caída del Imperio Hitita (1335-1189 a. C.), las invasiones desde el oeste tuvieron como resultado la creación de pequeños reinos que se apoderaron de la llanura: los asirios Kue (siglo IX a. C.); Reino de Cilicia, los persas (siglo VI a. C.); Alejandro Magno (333 a. C.); los seléucidas; y los piratas de Cilicia y Pompeyo.
Durante la época de Pompeyo, la ciudad se utilizó como cárcel para los piratas de Cilicia. Posteriormente, durante varios siglos, fue una parada intermedia de una calzada romana que se dirigía al Este. Tras la división del Imperio romano, la zona pasó a pertenecer al Imperio bizantino; probablemente, su desarrollo se debe a la época del emperador Juliano el Apóstata. Con la construcción de grandes puentes, caminos, edificios oficiales y los sistemas de riego y haciendas, Adana y Cilicia se convirtieron en los centros comerciales más desarrollados e importantes de la región.

### Edad Media
A mediados del siglo VII, los abasidas tomaron la ciudad y la mantuvieron hasta el año 964, cuando los bizantinos la recuperaron. Tras la victoria de Alp Arslan en la Batalla de Manzikert, los selyúcidas conquistaron gran parte del Imperio bizantino. Habían alcanzado y capturado Adana antes de 1071 y la mantuvieron hasta que Tancredo de Galilea, líder de la Primera Cruzada, la conquistó en 1097.
En 1132, fue conquistada por el reino armenio de Cilicia, bajo el gobierno de León I. Las tropas bizantinas tomaron la ciudad en 1137, pero los armenios la reconquistaron en 1170. Adana perteneció al reino armenio de Cilicia hasta 1360, aproximadamente, cuando Constantino III cedió la ciudad al sultán mameluco de Egipto a cambio de un tratado de paz. La captura por parte de los mamelucos permitió que muchas familias turcas se estableciesen en la ciudad. La familia Ramazanoğlu, una de las traídas por los mamelucos, gobernó Adana hasta que los otomanos conquistaron la ciudad.

### Edad Moderna y Contemporánea
Desde 1517 hasta 1918, el Imperio otomano gobernó toda la zona.
En la década de 1830, para asegurar la independencia de Egipto del Imperio otomano, el ejército de Mehmet Alí, gobernador de Egipto, invadió Siria en dos ocasiones, alcanzando la llanura de Adana. El posterior tratado de paz garantizó la independencia de Egipto, pero, por exigencia de Gran Bretaña, Austria, Rusia y Prusia, tuvo que retirar todos sus ejércitos de Siria y devolverla al Imperio otomano. Como resultado, Adana se estableció como provincia.
En 1909, Adana fue escenario de lo que se conoce como Masacre de Adana. Algunos expertos turcos, entre otros, se refieren al suceso como "Rebelión de Adana", según las teorías sobre sus causas. Lo cierto es que durante esos episodios 30000 civiles armenios fueron asesinado por turbas y gendarmes turcos.
Tras la I Guerra Mundial, el gobierno otomano cedió el control de la ciudad a las tropas francesas y un ejército armenio equipado por Francia ocupó la ciudad. Durante la Guerra de Independencia Turca, Adana fue muy importante estratégicamente. Atatürk llegó a la ciudad el 31 de octubre de 1918 y permaneció durante once días. Como resultado de su estancia en la ciudad, decidió luchar contra los Aliados y nació la idea de los revolucionarios turcos (en turco, Kuvayi Milliye).
Los nacionalistas turcos lucharon contra las tropas aliadas y, el 20 de octubre de 1921, se firmó el Tratado de Ankara entre Francia y la Gran Asamblea Nacional de Turquía. Según los términos del acuerdo, Francia aceptó el final de la guerra de Cilicia; posteriormente, las tropas francesas y los voluntarios armenios se retiraron de la ciudad el 5 de enero de 1922.

## Deporte
- Adana Demirspor es el equipo de la ciudad de Adana que juega en la Superliga de Turquía.

### Cronología
- Imperio Luvio (1900 a. C.)
- Reino arzawa (1500-1333 a. C.)

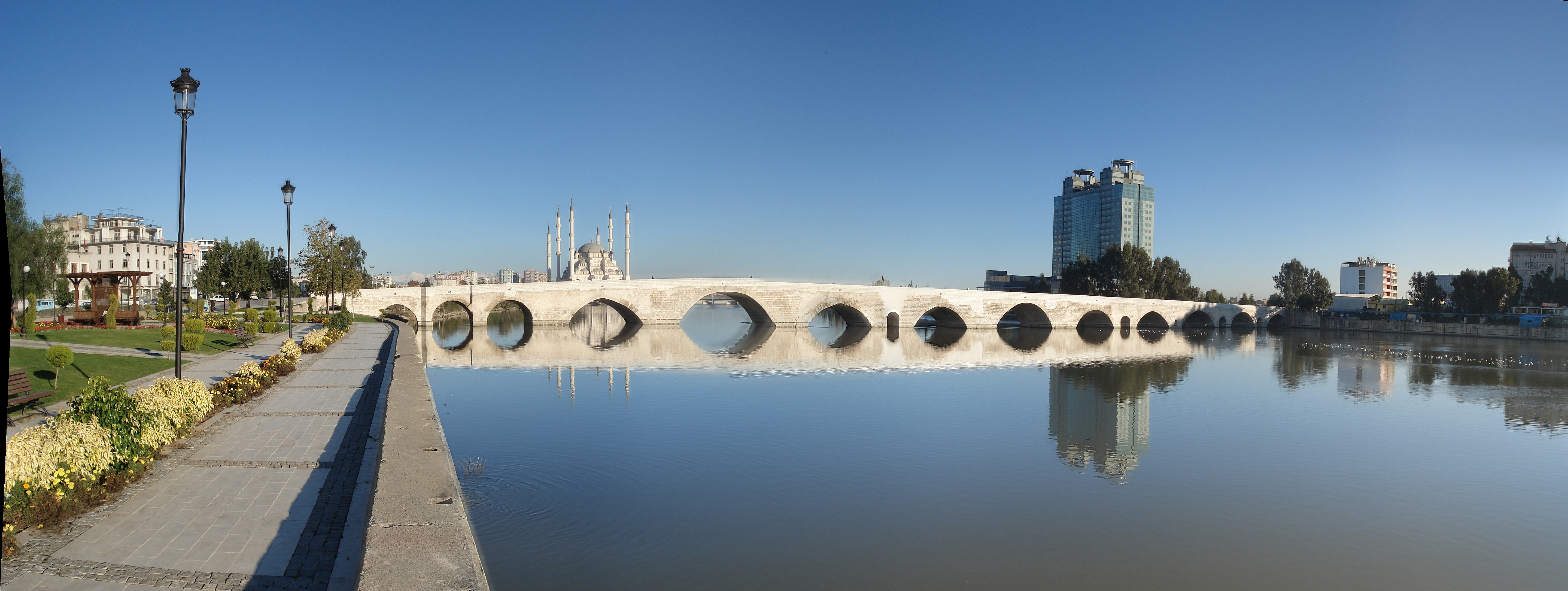
Taşköprü ("Puente de piedra") en Adana, construido en parte durante el reinado del emperador bizantino Justiniano I.

- Imperio hitita (1900-1200 a. C.)
- Imperio asirio (713-663 a. C.)
- Imperio persa (550-333 a. C.)
- Período helenístico (333-323 a. C.)
- Imperio seléucida (312-133 a. C.)
- Piratas de Cilicia (178-112 a. C.)
- Imperio romano (112 a. C.-395 d. C.)
- Imperio bizantino (395-638)
- Califato Abasí
- Selyúcidas
- Reino armenio de Cilicia (1078-1375)
- Mamelucos
- Ramázanidas
- Imperio otomano

## Adana en la actualidad

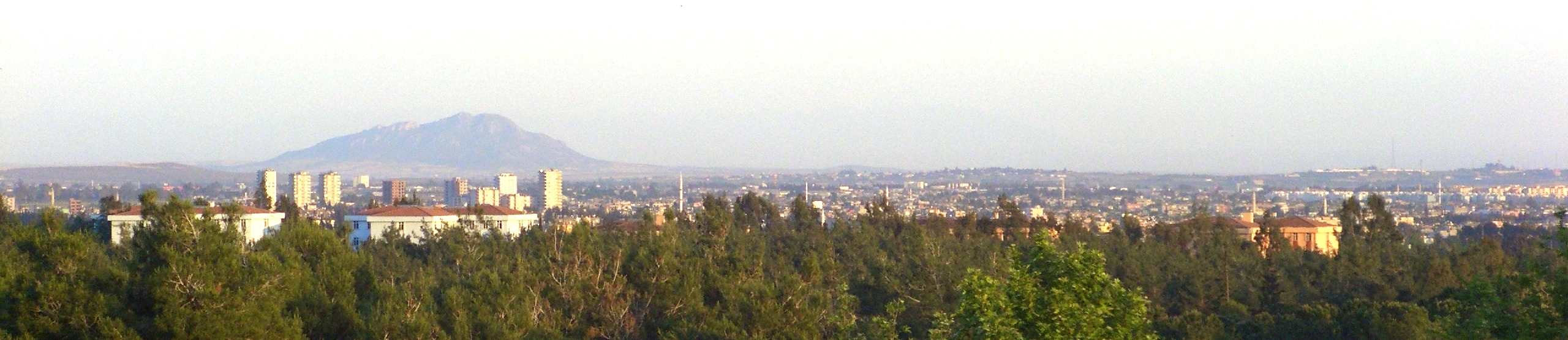
Vista de Yüreğir

Adana se ha convertido en una metrópoli internacional que, con el paso del tiempo, ha absorbido poblaciones vecinas. Adana es el centro comercial y de distribución de la región agrícola de Çukurova, donde destaca la producción de algodón, trigo, maíz, soja, cebada, uvas y cítricos. Las principales industrias de la ciudad son la fabricación textil, el curtido de cuero y el procesado de lana. Las casas de Adana suelen tener azoteas que sirven como dormitorios en las cálidas noches de verano.
La ciudad de Adana está administrada por tres autoridades de distrito: Seyhan, Yüreğir y Karaisalı. Seyhan es la parte más desarrollada de la ciudad y se encuentra en la orilla oeste del río Seyhan, mientras que Yüreğir se encuentra en la orilla este. Karaisalı es conocida por el cultivo de mirto.

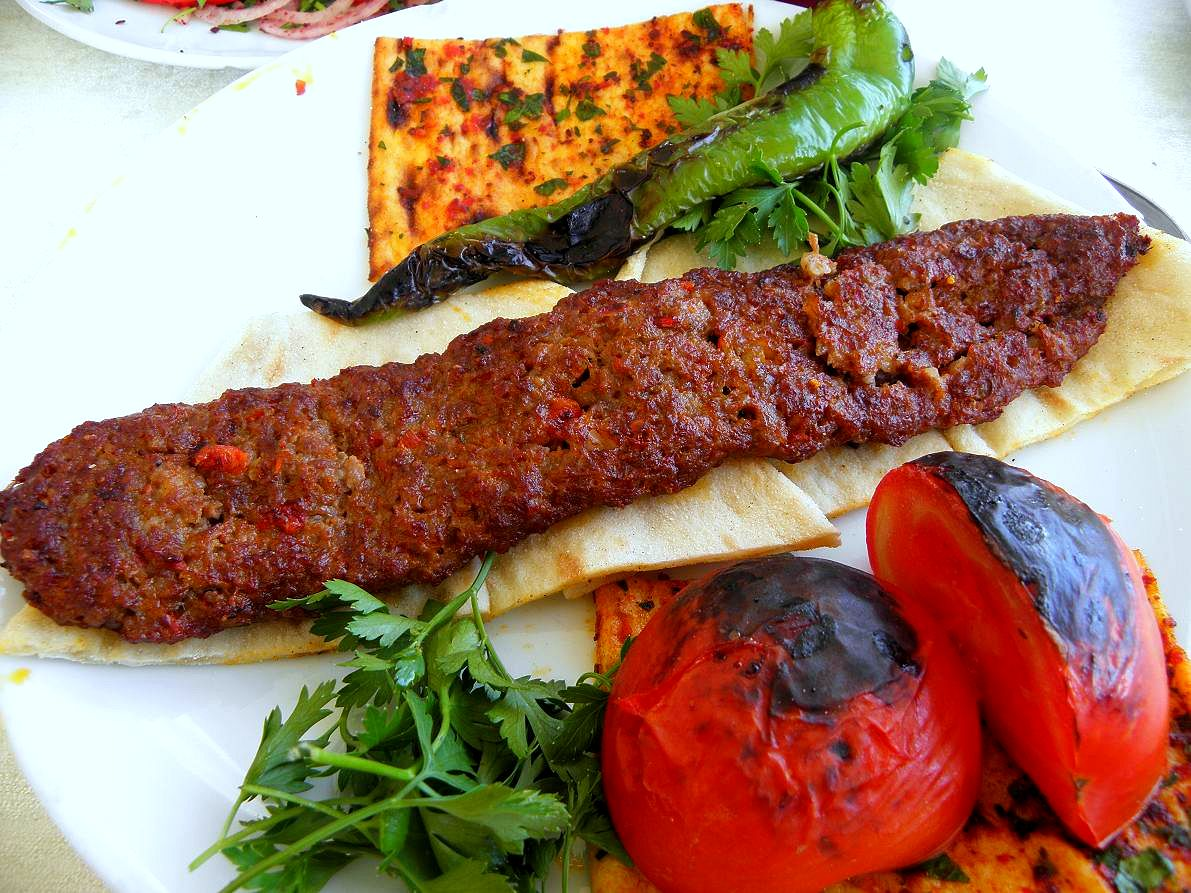
Adana kebap

La ciudad también es famosa por su gastronomía, que incluye el Adana Kebap, el şalgam, şırdan (salchicha casera rellena de arroz y que se prepara con comino), paça (pierna de oveja cocinada), bicibici (sémola con agua de rosas y azúcar, y servida con hielo triturado, plato típico de verano). Además, existen numerosos postres, como el Halka Tatlı y el Taş Kadayıf. Entre la fruta típica de la zona destaca el albaricoque.
La Base aérea de Incirlik de la OTAN se encuentra en la ciudad de Incirlik, a 12 km al este de Adana.

### Lugares de interés
- Puente de piedra, construido en parte durante el reinado del emperador bizantino Justiniano I (siglo VI).
- Yilanlı Kale, las ruinas de un castillo que data del año 782.
- Büyük Saat (el gran reloj), una gran torre del reloj construida por el gobernador de Adana en 1882. Fue dañado durante la ocupación francesa, pero se reconstruyó en 1935. El escudo de la ciudad tiene una imagen de la torre. Cerca de este se encuentran numerosos edificios históricos y tumbas de gobernadores locales.
- El viejo bazar, Kazancılar Çarşısı (bazar de los Caldereros), se encuentra alrededor de Büyük Saat, donde también está el Çarşı Hamamı (hammam del bazar), baño turco construido en 1519.
- Bebekli Kilise, antigua iglesia católica situada en el centro de la ciudad. Existen numerosos edificios en la misma calle de la iglesia.
- Embalse de Seyhan
- Ramazanoğlu Türbesi

### Mezquitas
- Ulu Camii
- Mezquita nueva
- Yağ Camii
- Eski Camii
- Mezquita central de Sabanci
- Alemdar Mescidi
- Şeyh Zülfi Mescidi

### Museos
- El Museo Arqueológico de Adana es un complejo de museos que incluye un museo etnográfico, un museo arqueológico, un museo de mosaicos, un museo de agricultura, un museo de la ciudad, un museo de industria y un museo para niños.[7]

- Museo Atatürk

### Hammams
- Irmak Hamamı
- Mestenzade Hamamı
- Yeni Hamam

Lugar metropolitano situado a las afueras de Hamam y cerca de Yeni <Yeni Hamam>.

### Festivales
- Altın Koza Film Festivali, festival de cine internacional

### Educación
- Universidad Çukurova
- Universidad Çag

## Transportes

### Sistema urbano integrado de transporte
El transporte urbano de la ciudad está garantizado por la Corporación de Tránsito de Adana (una división del gobierno municipal) y por dolmuş y cooperativas privadas de bus. Incluye el metro de Adana y el sistema de autobuses. La red del Metro de Adana es un sistema de transporte urbano rápido, que se extiende por 14 km desde el noroeste al centro de la ciudad y luego hasta Yüreğir.
El metro incluye 13 estaciones y transporta a 21.600 pasajeros por hora y recorrido. Un trayecto completo dura 21 minutos.
La segunda línea del metro circulará desde Akıncılar hasta la Universidad de Çukurova, en el distrito de Sarıçam. Tendrá 9,5 km de longitud e incluirá 7 estaciones. El proyecto fue contratado en enero de 2010 y la construcción se iniciará cuando se encuentren listos los fondos provenientes del Ministro de Transporte.

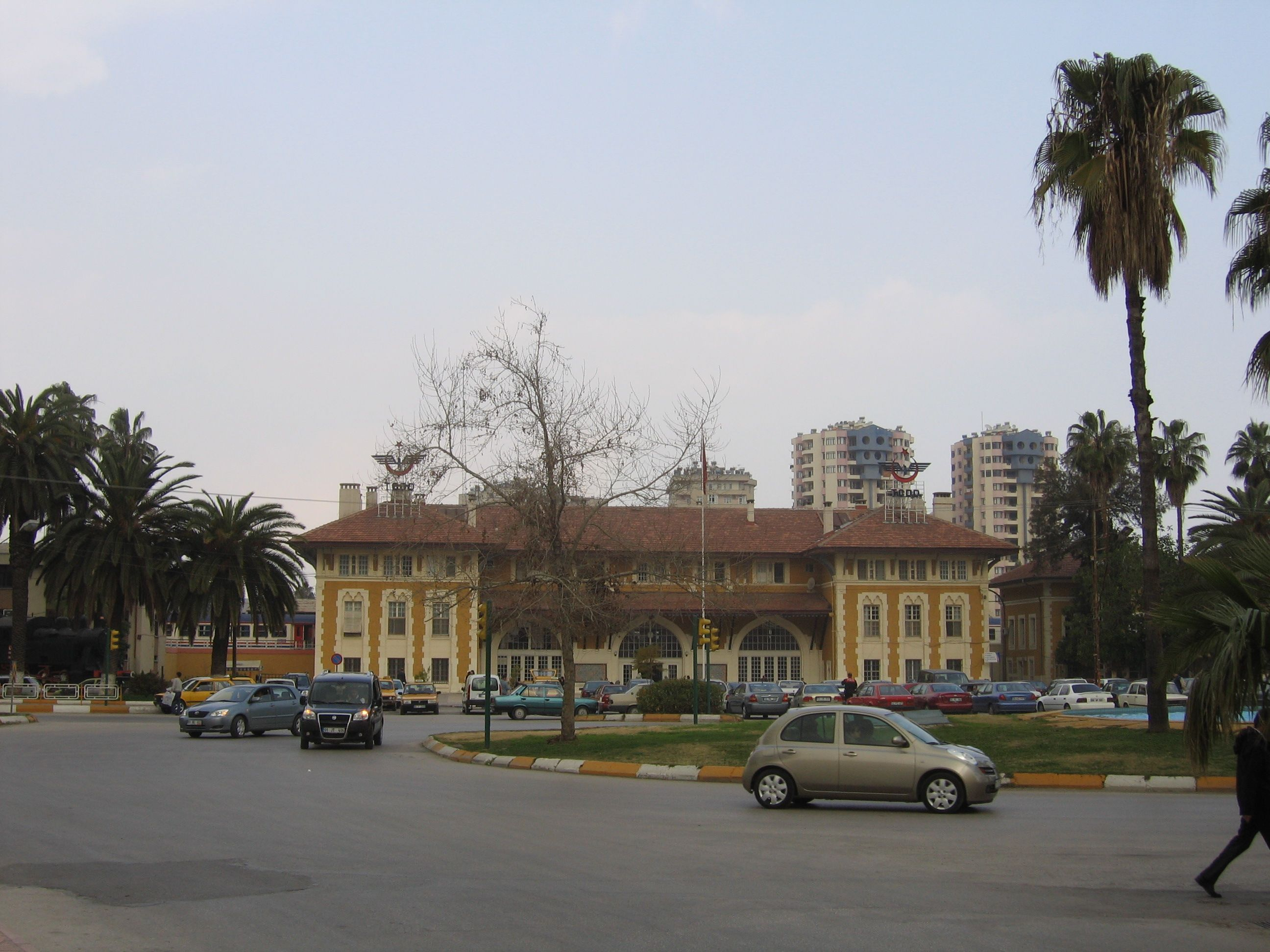
Estación de tren de Adana

La Corporación de Tránsito de Adana cuenta con una flota de 229 autobuses, 8 de ellos destinados a pasajeros discapacitados. Los pagos son realizados a través del sistema Kentkart. 6 cooperativas de autobuses (Buses Can) manejan 441 buses. Tanto el método Kentkart como el dinero en efectivo son aceptados en dichos autobuses. 18 buses Dolmuş y 1086 minibuses proveen servicio en rutas secundarias, cuyo único método de pago es el efectivo.

### Transporte interurbano

#### Ferrocarril
- Estación de tren de Adana, de la línea conocida como Ferrocarril de Bagdad.

#### Aeropuerto
- Aeropuerto Internacional de Cukurova
  - Aeroflot: Moscow–Sheremetyevo
  - AJet: Ankara, Beirut, Ercan, Istanbul–Sabiha Gökçen
  - Fly Kıbrıs Airlines: Ercan.
  - Pegasus Airlines: Antalya, Bodrum, Düsseldorf, Ercan, Istanbul–Sabiha Gökçen, Esmirna, Trebisonda
  - SunExpress: Düsseldorf, Fráncfort, Esmirna, Stuttgart, Trebisonda
  - Turkish Airlines: Estambul.

### Deportes
Existe un circuito de carreras y dos equipos de fútbol conocidos:
- Adanaspor
- Adana Demirspor

## Ciudades hermanadas
- Córdoba, España
- Skopie, Macedonia del Norte
- San Petersburgo, Rusia
- Livorno, Italia
- Debrecen, Hungría[9]
- Beerseba, Israel[10]
- Yeda, Arabia Saudita
- Shymkent, Kazajistán
- Sapporo, Japón
- Ulán Bator, Mongolia